# Банкали (Сасари)
Банкали је насеље у Италији у округу Сасари, региону Сардинија.
Према процени из 2011. у насељу је живело 1345 становника. Насеље се налази на надморској висини од 84 м.